# Buchara-Schwertlilie
Die Buchara-Schwertlilie (Iris bucharica) oder Geweih-Schwertlilie ist eine Pflanzenart aus der Gattung der Schwertlilien (Iris) innerhalb der Familie der Schwertliliengewächse (Iridaceae).

## Merkmale
Die Buchara-Schwertlilie ist eine ausdauernde krautige Pflanze, die Wuchshöhen von 20 bis 40 Zentimeter erreicht. Dieser Geophyt bildet Knollen, die oft unzutreffend „Zwiebeln“ genannt werden, als Überdauerungsorgane. Die Laubblätter sind zur Blütezeit bis zu 20 Zentimeter lang und 1,5 bis 3,5 Zentimeter breit, sichelförmig und glänzend grün. 
Die zwei bis sechs Blüten sind goldgelb bis fast weiß oder goldgelb und gelblich weiß. Sie stehen in den oberen Blattachseln. Die Hängeblätter sind ungefähr 4 Zentimeter lang, sie sind auf beiden Seiten des Kammes grün bis violett gefleckt und ihre Platte ist gelb. Die Domblätter sind weiß oder gelb, 1,5 bis 2 Zentimeter lang, dreilappig und waagerecht oder herabgebogen. Die Griffeläste sind 3,6 Zentimeter lang. Die Samen weisen ein Anhängsel auf.
Die Blütezeit reicht von März bis April.

## Vorkommen
Die Buchara-Schwertlilie kommt in Tadschikistan und Nordost-Afghanistan auf steinigen, grasigen Hügeln und Feldrändern in Höhenlagen von 800 bis 2500 Meter vor.

## Nutzung
Die Buchara-Schwertlilie wird selten als Zierpflanze in Rabatten genutzt. Sie ist seit spätestens 1902 in Kultur.